# Fußballclub Basel 1893 2006-2007
Questa voce raccoglie le informazioni riguardanti il Fußballclub Basel 1893 nelle competizioni ufficiali della stagione 2006-2007.

## Stagione
Nella stagione 2006-2007 il Basilea, allenato da Christian Gross, concluse il campionato di Super League al 2º posto. In Coppa Svizzera il Basilea vinse la finale con il Lucerna. In Coppa UEFA il Basilea fu eliminato nella fase a gironi.

## Rosa
| N. |                                 | Ruolo | Calciatore         |
| -- | ------------------------------- | ----- | ------------------ |
| 1  | Argentina (bandiera)            | P     | Franco Costanzo    |
| 3  | Bosnia ed Erzegovina (bandiera) | D     | Damir Džombić      |
| 4  | Svizzera (bandiera)             | D     | Michel Morganella  |
| 5  | Svezia (bandiera)               | D     | Daniel Majstorović |
| 6  | Giappone (bandiera)             | D     | Kōji Nakata        |
| 8  | Australia (bandiera)            | C     | Mile Sterjovski    |
| 10 | Croazia (bandiera)              | A     | Mladen Petrić      |
| 11 | Australia (bandiera)            | C     | Scott Chipperfield |
| 12 | Senegal (bandiera)              | C     | Papa Malick Ba     |
| 15 | Liechtenstein (bandiera)        | C     | Franz Burgmeier    |
| 17 | Croazia (bandiera)              | C     | Ivan Rakitić       |
| 18 | Liberia (bandiera)              | P     | Louis Crayton      |

| N. |                      | Ruolo | Calciatore      |
| -- | -------------------- | ----- | --------------- |
| 19 | Sudafrica (bandiera) | A     | Delron Buckley  |
| 20 | Ecuador (bandiera)   | A     | Felipe Caicedo  |
| 21 | Francia (bandiera)   | D     | François Marque |
| 22 | Serbia (bandiera)    | C     | Ivan Ergić      |
| 23 | Brasile (bandiera)   | A     | Eduardo         |
| 25 | Svizzera (bandiera)  | P     | Yann Sommer     |
| 28 | Svizzera (bandiera)  | D     | Patrik Baumann  |
| 29 | Svizzera (bandiera)  | C     | Simone Grippo   |
| 30 | Svizzera (bandiera)  | D     | Boris Smiljanić |
| 31 | Svizzera (bandiera)  | A     | Eren Derdiyok   |
| 32 | Svizzera (bandiera)  | D     | Reto Zanni      |
| 33 | Turchia (bandiera)   | D     | Serkan Şahin    |

## Organigramma societario
Area tecnica
- Allenatore: Christian Gross
- Allenatore in seconda: Fritz Schmid
- Preparatore dei portieri: Romain Crevoisier
- Preparatori atletici:

## Calciomercato

### Sessione estiva
| Acquisti | Acquisti          | Acquisti          | Acquisti |
| R.       | Nome              | da                | Modalità |
| -------- | ----------------- | ----------------- | -------- |
| A        | Delron Buckley    | Borussia Dortmund |          |
| A        | Cristiano         | Roda JC           |          |
| C        | Franz Burgmeier   | Aarau             |          |
| P        | Franco Costanzo   | Alavés            |          |
| D        | Michel Morganella | Sion U18          |          |
| D        | Serkan Şahin      | Dornach           |          |

| Cessioni | Cessioni            | Cessioni            | Cessioni |
| R.       | Nome                | a                   | Modalità |
| -------- | ------------------- | ------------------- | -------- |
| C        | David Degen         | Borussia M'gladbach |          |
| C        | Matías Delgado      | Beşiktaş            |          |
| C        | Baykal Kulaksızoğlu | Colonia             |          |
| P        | Riccardo Meili      | Concordia Basilea   |          |
| C        | Djamel Mesbah       | Aarau               |          |
| D        | Alexandre Quennoz   | Neuchâtel Xamax     |          |
| D        | Murat Yakın         | Concordia Basilea   |          |
| P        | Pascal Zuberbühler  | West Bromwich       |          |

### Sessione invernale
| Acquisti | Acquisti        | Acquisti | Acquisti |
| R.       | Nome            | da       | Modalità |
| -------- | --------------- | -------- | -------- |
| D        | François Marque | Baulmes  |          |

| Cessioni | Cessioni           | Cessioni   | Cessioni |
| R.       | Nome               | a          | Modalità |
| -------- | ------------------ | ---------- | -------- |
| D        | Bruno Berner       | Blackburn  |          |
| A        | Cristiano          | Willem II  |          |
| A        | César Carignano    | América    |          |
| C        | Zdravko Kuzmanović | Fiorentina |          |
| C        | Pedro              | Basilea II |          |

## Risultati

### Super League

#### Prima fase, girone di andata
| Arbitro: | Rogalla |

|            |           |           |
| Varela 38’ | Marcatori | 45’ Ergić |

| Arbitro: | Wermelinger |

|                                           |           |  |
| Sterjovski 4’ Chipperfield 81’ Petrić 90’ | Marcatori |  |

| Arbitro: | Petignat |

|                      |           |                      |
| Aguirre 9’, 44’, 52’ | Marcatori | 47’ Petrić 86’ Ergić |

| Arbitro: | Kever |

|                                   |           |                                   |
| Majstorović 30’ (rig.) Petrić 80’ | Marcatori | 37’ Ristić 47’ Santos 49’ Renggli |

| Arbitro: | Rogalla |

|                                                      |           |           |
| Ergić 27’ Petrić 30’ Kuzmanović 32’ Chipperfield 45’ | Marcatori | 73’ Deumi |

| Arbitro: | Bertolini |

|                                                |           |                                     |
| Di Zenzo 2’ Reset 8’ Regazzoni 50’, 66’ (rig.) | Marcatori | 9’ Burgmeier 45’ (rig.) Majstorović |

| Arbitro: | Zimmermann |

|                |           |             |
| Petrić 2’, 47’ | Marcatori | 20’ Raffael |

| Arbitro: | Busacca |

|                         |           |  |
| Tchouga 62’ Paquito 78’ | Marcatori |  |

| Arbitro: | Kever |

|                             |           |           |
| Buckley 40’ Petrić 63’, 78’ | Marcatori | 17’ Antić |

#### Prima fase, girone di ritorno
| Arbitro: | Laperrière |

|                           |           |                    |
| Caicedo 62’ Cristiano 86’ | Marcatori | 54’ Shi 56’ Marcos |

| Arbitro: | Wildhaber |

|                                          |           |                       |
| Tarone 26’, 31’ Sereinig 43’ Kamanan 90’ | Marcatori | 34’ Nakata 54’ Petrić |

| Arbitro: | Rutz |

|                       |           |                    |
| Rakitić 30’ Ergić 60’ | Marcatori | 73’ (rig.) Aguirre |

| Arbitro: | Busacca |

|              |           |                           |
| Langkamp 67’ | Marcatori | 10’ Petrić 25’ Kuzmanović |

| Arbitro: | Circhetta |

|          |           |             |
| Rama 38’ | Marcatori | 80’ Eduardo |

| Arbitro: | Wildhaber |

|                               |           |            |
| Sterjovski 1’ Petrić 31’, 82’ | Marcatori | 89’ Kuljić |

| Arbitro: | Rutz |

|                                      |           |                            |
| Eudis 44’ Džemaili 45’ Margairaz 71’ | Marcatori | 69’ Sterjovski 73’ Caicedo |

| Arbitro: | Petignat |

|                                       |           |  |
| Ergić 2’ Rakitić 55’ Chipperfield 71’ | Marcatori |  |

| Arbitro: | Laperrière |

|                             |           |                                |
| Achiou 45’ Zanni 67’ (aut.) | Marcatori | 25’, 81’ Petrić 35’ Kuzmanović |

#### Seconda fase, girone di andata
| Arbitro: | Laperrière |

|  |           |                                   |
|  | Marcatori | 24’, 68’ Chipperfield 37’ Caicedo |

| Arbitro: | Zimmermann |

|                   |           |  |
| Petrić 40’ (rig.) | Marcatori |  |

| Sion 25 febbraio 2007, ore 16:00 CET 21ª giornata | Sion    | 0 – 0 referto | Basilea | Stade Tourbillon (12 800 spett.)\| Arbitro: \| Rogalla \| |
| Arbitro:                                          | Rogalla |               |         |                                                           |

| Arbitro: | Wildhaber |

|                   |           |                                                            |
| Aílton 90’ (rig.) | Marcatori | 11’ Rakitić 45’ Sterjovski 51’, 66’ Petrić 88’ Majstorović |

| Basilea 10 marzo 2007, ore 17:45 CET 23ª giornata | Basilea     | 0 – 0 referto | Sciaffusa | St. Jakob-Park (20 299 spett.)\| Arbitro: \| Wermelinger \| |
| Arbitro:                                          | Wermelinger |               |           |                                                             |

| Arbitro: | Zimmermann |

|  |           |             |
|  | Marcatori | 27’ Rakitić |

| Arbitro: | Studer |

|                                            |           |            |
| Smiljanić 12’ Caicedo 55’ Rakitić 62’, 82’ | Marcatori | 89’ Mäkelä |

| Arbitro: | Laperrière |

|  |           |             |
|  | Marcatori | 70’ Rakitić |

| Arbitro: | Rogalla |

|                                   |           |                                    |
| Caicedo 8’ Ergić 36’ Derdiyok 68’ | Marcatori | 34’ Marazzi 52’, 53’ Tachie-Mensah |

#### Seconda fase, girone di ritorno
| San Gallo 17 aprile 2007, ore 20:45 CEST 28ª giornata | San Gallo | 0 – 0 referto | Basilea | Stadio Espenmoos (11 300 spett.)\| Arbitro: \| Bertolini \| |
| Arbitro:                                              | Bertolini |               |         |                                                             |

| Arbitro: | Busacca |

|                                                    |           |                          |
| Rakitić 8’, 65’ Caicedo 32’ Majstorović 90’ (rig.) | Marcatori | 15’ Schneider 82’ Kollar |

| Arbitro: | Kever |

|  |           |                            |
|  | Marcatori | 25’ Sterjovski 90’ Caicedo |

| Arbitro: | Grossen |

|                                  |           |  |
| Petrić 6’ Majstorović 90’ (rig.) | Marcatori |  |

| Arbitro: | Laperrière |

|                              |           |                        |
| El-Haimour 11’ Montandon 37’ | Marcatori | 45’ Petrić 59’ Eduardo |

| Arbitro: | Bertolini |

|                                        |           |  |
| Majstorović 8’, 90’ (rig.) Rakitić 54’ | Marcatori |  |

| Arbitro: | Wildhaber |

|                                  |           |  |
| Chipperfield 40’ Majstorović 56’ | Marcatori |  |

| Arbitro: | Busacca |

|  |           |                                    |
|  | Marcatori | 4’ Sterjovski 9’ Ergić 66’ Rakitić |

| Arbitro: | Bertolini |

|                           |           |  |
| Sterjovski 2’ Eduardo 16’ | Marcatori |  |

### Coppa Svizzera
| 26 agosto 2006, ore 18:30 CEST Primo turno | Liestal | 1 – 6 | Basilea |  |

| 1º ottobre 2006, ore 14:30 CEST Secondo turno | Lugano | 0 – 4 | Basilea |  |

| 12 novembre 2006, ore 15:00 CET Ottavi di finale | Baulmes | 2 – 3 | Basilea |  |

| 14 marzo 2007, ore 19:45 CET Quarti di finale | Basilea | 1 – 0 | Aarau |  |

| 26 aprile 2007, ore 18:45 CEST Semifinale | Wil | 1 – 3 | Basilea |  |

| Arbitro: | Petignat |

|                        |           |  |
| Majstorović 90’ (rig.) | Marcatori |  |

### Coppa UEFA

#### Preliminari
| Arbitro: | de Sousa |

|                                    |           |                  |
| Petrić 20’, 67’ (rig.) Eduardo 69’ | Marcatori | 49’ Zhumaskaliev |

| Qostanay 27 luglio 2006, ore 15:00 CEST Primo turno - ritorno | Hımık Qostanay | 0 – 0 referto | Basilea | Stadio Centrale (9 000 spett.)\| Arbitro: \| Wilmes \| |
| Arbitro:                                                      | Wilmes         |               |         |                                                        |

| Arbitro: | Matějek |

|                 |           |  |
| Majstorović 58’ | Marcatori |  |

| Arbitro: | Clattenburg |

|                         |           |                |
| Sara 49’ Ritzberger 63’ | Marcatori | 56’ Kuzmanović |

#### Fase a eliminazione diretta
| Arbitro: | Tudor |

|                                                                        |           |                               |
| Kuzmanović 2’ Petrić 6’, 40’ Majstorović 34’ (rig.) Cristiano 71’, 73’ | Marcatori | 89’ Pejčić 90’ (aut.) Buckley |

| Arbitro: | Richards |

|  |           |                |
|  | Marcatori | 74’ Sterjovski |

| Arbitro: | McDonald |

|             |           |               |
| Eduardo 60’ | Marcatori | 76’ Huysegems |

| Arbitro: | Oriekhov |

|                                               |           |  |
| Kerimoğlu 75’ Jeffers 89’ (rig.) McCarthy 90’ | Marcatori |  |

| Arbitro: | Paixão |

|                                 |           |                       |
| Chipperfield 33’ Sterjovski 57’ | Marcatori | 32’ Kim 34’ Berenguer |

| Arbitro: | Kassai |

|                              |           |           |
| Brożek 11’, 83’ Paulista 71’ | Marcatori | 8’ Petrić |

## Statistiche

### Statistiche di squadra
| Competizione   | Punti | In casa | In casa | In casa | In casa | In casa | In casa | In trasferta | In trasferta | In trasferta | In trasferta | In trasferta | In trasferta | Totale | Totale | Totale | Totale | Totale | Totale | DR  |
| Competizione   | Punti | G       | V       | N       | P       | Gf      | Gs      | G            | V            | N            | P            | Gf           | Gs           | G      | V      | N      | P      | Gf     | Gs     | DR  |
| -------------- | ----- | ------- | ------- | ------- | ------- | ------- | ------- | ------------ | ------------ | ------------ | ------------ | ------------ | ------------ | ------ | ------ | ------ | ------ | ------ | ------ | --- |
| Super League   | 74    | 18      | 14      | 3       | 1       | 45      | 16      | 18           | 8            | 5            | 5            | 32           | 24           | 36     | 22     | 8      | 6      | 77     | 40     | +37 |
| Coppa Svizzera | -     | 2       | 2       | 0       | 0       | 2       | 0       | 4            | 4            | 0            | 0            | 16           | 4            | 6      | 6      | 0      | 0      | 18     | 4      | +14 |
| Coppa UEFA     | -     | 5       | 3       | 2       | 0       | 13      | 6       | 5            | 1            | 1            | 3            | 3            | 8            | 10     | 4      | 3      | 3      | 16     | 14     | +2  |
| Totale         | 74    | 25      | 19      | 5       | 1       | 60      | 22      | 27           | 13           | 6            | 8            | 51           | 36           | 52     | 32     | 11     | 9      | 111    | 58     | +53 |

### Andamento in campionato
| Giornata  | 1 | 2 | 3 | 4 | 5 | 6 | 7 | 8 | 9 | 10 | 11 | 12 | 13 | 14 | 15 | 16 | 17 | 18 | 19 | 20 | 21 | 22 | 23 | 24 | 25 | 26 | 27 | 28 | 29 | 30 | 31 | 32 | 33 | 34 | 35 | 36 |
| --------- | - | - | - | - | - | - | - | - | - | -- | -- | -- | -- | -- | -- | -- | -- | -- | -- | -- | -- | -- | -- | -- | -- | -- | -- | -- | -- | -- | -- | -- | -- | -- | -- | -- |
| Luogo     | T | C | T | C | C | T | C | T | C | C  | T  | C  | T  | T  | C  | T  | C  | T  | T  | C  | T  | T  | C  | T  | C  | T  | C  | T  | C  | T  | C  | T  | C  | C  | T  | C  |
| Risultato | N | V | P | P | V | P | V | P | V | N  | P  | V  | V  | N  | V  | P  | V  | V  | V  | V  | N  | V  | N  | V  | V  | V  | N  | N  | V  | V  | V  | N  | V  | V  | V  | V  |
| Posizione | 2 | 2 | 6 | 7 | 6 | 6 | 6 | 6 | 5 | 5  | 6  | 5  | 5  | 5  | 5  | 5  | 5  | 5  | 3  | 3  | 4  | 3  | 3  | 2  | 2  | 2  | 2  | 2  | 2  | 2  | 2  | 2  | 2  | 2  | 2  | 2  |

Legenda:

Luogo: C = Casa; T = Trasferta. Risultato: V = Vittoria; N = Pareggio; P = Sconfitta.

### Statistiche dei giocatori
| Giocatore       | Super League | Super League | Super League | Super League | Coppa Svizzera | Coppa Svizzera | Coppa Svizzera | Coppa Svizzera | Coppa UEFA | Coppa UEFA | Coppa UEFA  | Coppa UEFA | Totale   | Totale | Totale      | Totale     |
| Giocatore       | Presenze     | Reti         | Ammonizioni  | Espulsioni   | Presenze       | Reti           | Ammonizioni    | Espulsioni     | Presenze   | Reti       | Ammonizioni | Espulsioni | Presenze | Reti   | Ammonizioni | Espulsioni |
| --------------- | ------------ | ------------ | ------------ | ------------ | -------------- | -------------- | -------------- | -------------- | ---------- | ---------- | ----------- | ---------- | -------- | ------ | ----------- | ---------- |
| P. Ba           | 33           | 0            | 6            | 1            | 1              | 0              | 0              | 0              | 9          | 0          | 2           | 0          | 43       | 0      | 8           | 1          |
| P. Baumann      | 1            | 0            | 0            | 0            | 0              | 0              | 0              | 0              | 0          | 0          | 0           | 0          | 1        | 0      | 0           | 0          |
| B. Berner       | 15           | 0            | 2            | 0            | 0              | 0              | 0              | 0              | 6          | 0          | 1           | 0          | 21       | 0      | 3           | 0          |
| D. Buckley      | 22           | 1            | 1            | 0            | 0              | 0              | 0              | 0              | 6          | 0          | 0           | 0          | 28       | 1      | 1           | 0          |
| F. Burgmeier    | 19           | 1            | 1            | 1            | 0              | 0              | 0              | 0              | 6          | 0          | 0           | 0          | 25       | 1      | 1           | 1          |
| F. Caicedo      | 26           | 7            | 2            | 0            | 1              | 0              | 0              | 0              | 0          | 0          | 0           | 0          | 27       | 7      | 2           | 0          |
| C. Carignano    | 0            | 0            | 0            | 0            | 0              | 0              | 0              | 0              | 0          | 0          | 0           | 0          | 0        | 0      | 0           | 0          |
| S. Chipperfield | 36           | 6            | 3            | 0            | 1              | 0              | 0              | 0              | 9          | 1          | 1           | 0          | 46       | 7      | 4           | 0          |
| F. Costanzo     | 33           | 0            | 3            | 0            | 1              | 0              | 0              | 0              | 7          | 0          | 1           | 1          | 41       | 0      | 4           | 1          |
| L. Crayton      | 3            | 0            | 0            | 0            | 0              | 0              | 0              | 0              | 3          | 0          | 0           | 0          | 6        | 0      | 0           | 0          |
| C. Cristiano    | 7            | 1            | 0            | 0            | 0              | 0              | 0              | 0              | 6          | 2          | 0           | 0          | 13       | 3      | 0           | 0          |
| E. Derdiyok     | 12           | 1            | 0            | 0            | 1              | 0              | 0              | 0              | 0          | 0          | 0           | 0          | 13       | 1      | 0           | 0          |
| D. Džombić      | 1            | 0            | 0            | 0            | 0              | 0              | 0              | 0              | 0          | 0          | 0           | 0          | 1        | 0      | 0           | 0          |
| E. Eduardo      | 20           | 3            | 2            | 0            | 0              | 0              | 0              | 0              | 4          | 2          | 0           | 0          | 24       | 5      | 2           | 0          |
| I. Ergić        | 31           | 7            | 0            | 0            | 1              | 0              | 0              | 0              | 10         | 0          | 0           | 0          | 42       | 7      | 0           | 0          |
| S. Grippo       | 0            | 0            | 0            | 0            | 0              | 0              | 0              | 0              | 1          | 0          | 0           | 0          | 1        | 0      | 0           | 0          |
| M. Kavelashvili | 4            | 0            | 0            | 0            | 0              | 0              | 0              | 0              | 0          | 0          | 0           | 0          | 4        | 0      | 0           | 0          |
| Z. Kuzmanović   | 17           | 3            | 3            | 0            | 0              | 0              | 0              | 0              | 10         | 2          | 2           | 0          | 27       | 5      | 5           | 0          |
| D. Majstorović  | 35           | 8            | 6            | 0            | 1              | 1              | 1              | 0              | 9          | 2          | 1           | 0          | 45       | 11     | 8           | 0          |
| F. Marque       | 2            | 0            | 1            | 0            | 0              | 0              | 0              | 0              | 0          | 0          | 0           | 0          | 2        | 0      | 1           | 0          |
| M. Morganella   | 3            | 0            | 0            | 0            | 0              | 0              | 0              | 0              | 0          | 0          | 0           | 0          | 3        | 0      | 0           | 0          |
| K. Nakata       | 34           | 1            | 3            | 0            | 1              | 0              | 0              | 0              | 9          | 0          | 1           | 0          | 44       | 1      | 4           | 0          |
| M. Petrić       | 25           | 19           | 2            | 0            | 1              | 0              | 0              | 0              | 10         | 5          | 1           | 0          | 36       | 24     | 3           | 0          |
| I. Rakitić      | 33           | 11           | 2            | 0            | 1              | 0              | 0              | 0              | 9          | 0          | 0           | 0          | 43       | 11     | 2           | 0          |
| B. Smiljanić    | 17           | 1            | 5            | 0            | 1              | 0              | 0              | 0              | 0          | 0          | 0           | 0          | 18       | 1      | 5           | 0          |
| Y. Sommer       | 0            | 0            | 0            | 0            | 0              | 0              | 0              | 0              | 0          | 0          | 0           | 0          | 0        | 0      | 0           | 0          |
| M. Sterjovski   | 34           | 7            | 8            | 0            | 1              | 0              | 0              | 0              | 10         | 2          | 2           | 0          | 45       | 9      | 10          | 0          |
| R. Zanni        | 33           | 0            | 10           | 0            | 1              | 0              | 0              | 0              | 10         | 0          | 1           | 0          | 44       | 0      | 11          | 0          |
| S. Şahin        | 0            | 0            | 0            | 0            | 0              | 0              | 0              | 0              | 0          | 0          | 0           | 0          | 0        | 0      | 0           | 0          |